# Валтер Кривицки
Валтер Германович Кривицки (на руски: Ва́льтер Ге́рманович Криви́цкий), с рождено име Самуел Гинсберг, е съветски военен шпионин, който дезертира на Запад и разкрива планове за подписване на пакта Молотов – Рибентроп.

## Ранен живот
Валтер Кривицки, с рождено име Самуел Гинсберг, е роден на 28 юни 1899 г. в Подволочиска, Галиция, Австро-Унгария (сега Пидволочиск, Украйна), в еврейско семейство. Той приема името Кривицки, което става революционното му бойно име, когато влиза в ЧК.

## Шпионаж
Кривицки работи като нелегален резидент шпионин с фалшиви имена и документи в Германия, Полша, Чехословакия, Австрия, Италия и Унгария. Издига се до чин контролен офицер. Приписва му се организиране на промишлен саботаж, кражба на планове за подводници и самолети, прихващане на кореспонденция между нацистка Германия и имперска Япония и набиране на много агенти, включително Магда Лупеску и Ноел Фийлд.
През май 1937 г. Кривицки е изпратен в Хага (Холандия), за да действа като резидент (регионален контролен офицер) под прикритието на антиквар. Там той координира разузнавателните операции в цяла Западна Европа.

## Дезертьорство
По времето, когато е в Хага, в Генералния щаб на Червената армия в Москва се извършва Голямата чистка, която Кривицки и неговият близък приятел Игнас Рейс, тогава също поставен в чужбина, намират за много тревожна. Рейс иска да дезертира, но Кривицки многократно го задържа. Накрая Райс дезертира, като обявява това в предизвикателно писмо до Москва. Убийството му в Швейцария през септември 1937 г. кара Кривицки да дезертира следващия месец.
В Париж Кривицки започва да пише статии и се свързва с Лев Седов, син на Троцки, и с троцкистите. Там той се среща и със съветския шпионин под прикритие Марк Зборовски, известен като „Етиен“, когото Седов е изпратил да го защитава. Седов умира мистериозно през февруари 1938 г., но Кривицки избягва опитите да бъде убит или отвлечен във Франция, отчасти като бяга в Йер.
В резултат на дебрифинга на Кривицки британците успяват да арестуват Джон Хърбърт Кинг, служител по шифроване във Външното министерство. Той също дава и неясно описание на други двама съветски шпиони, Доналд Маклийн и Джон Кернкрос, но без достатъчно подробности, за да могат да бъдат арестувани. Дейността на съветското разузнаване в Обединеното кралство е разстроена за известно време.

## Антисталинистки активист
В края на 1938 г., очаквайки нацисткото завладяване на Европа, Кривицки се отправя от Франция за Съединените щати. Става активен член на антисталинистката левица.

### В тайните служби на Сталин
С помощта на журналиста Айзък Дон Ливайн и литературния агент Пол Уол Кривицки описва тайните методи на Сталин в книгата In Stalin's Secret Service (заглавието в Обединеното кралство е I Was Stalin's Agent, издание на <i>Right Book Club</i>). Публикувана е на 15 ноември 1939 г., но за първи път се появява в сензационна поредица през април 1939 г. в най-доброто списание на времето, Saturday Evening Post (заглавието е фраза от статия, написана от съпругата на Райс за първата годишнина от убийството му: „Рейс... беше в тайните служби на Сталин в продължение на много години и знаеше каква съдба да очаква“). Книгата получава хладна рецензия от много влиятелния New York Times. Нападнат от американската левица, Кривицки е реабилитиран, когато Германо-съветският пакт за ненападение, който е предсказал, е подписан през август 1939 г.

### Свидетелство
Разкъсван между продължаващата си отдаденост на марксистко-ленинската идеология и нарастващата си ненавист към сталинизма, Кривицки започва да вярва, че негов дълг е да сътрудничи на разузнавателната общност на САЩ. Това решение му причинява много душевни болки, но споделя с бившия си агент и колега дезертьор Уитакър Чеймбърс, че „в наше време информирането е задължение“ (разказано от Чеймбърс в автобиографията му „Свидетел“).
Кривицки свидетелства пред Комисията Dies (по-късно станала Комисия за антиамериканските дейности на Камарата на представителите) през октомври 1939 г. и отплава като „Уолтър Томас“ за Лондон през януари 1940 г., за да бъде разпитан от британското вътрешно контраразузнаване MI5. Така той разкрива много за съветския шпионаж. Дискусионен е въпросът дали той е дал улики на MI5 за самоличността на съветските агенти Доналд Маклийн и Ким Филби. Сигурно е обаче, че Лаврентий Берия, шефът на Народния комисариат по вътрешните работи (НКВД), научава за показанията на Кривицки и нарежда операции за убийството му.

## Смърт
Скоро Кривицки се завръща в Северна Америка, кацайки в Канада. Винаги имал проблеми със Службата за имиграция и натурализация на САЩ, Кривицки не успява да се върне там до ноември 1940 г. Кривицки наема Луис Уолдман да го представлява по правни въпроси (Уолдман е дългогодишен приятел на Айзък Дон Ливайн). Междувременно убийството на Троцки в Мексико на 21 август 1940 г. го убеждава, че сега той е начело в списъка на убийства на НКВД. Последните му два месеца в Ню Йорк са изпълнени с планове да се установи във Вирджиния и да пише, но също и със съмнения и страх.
На 10 февруари 1941 г. в 9.30 ч. сутринта Кривицки е намерен мъртъв в хотел Bellevue (сега хотел Kimpton George) във Вашингтон, окръг Колумбия, от камериерка, с три предсмъртни бележки до леглото. Тялото му лежи в локва кръв, причинена от рана от един куршум в дясното слепоочие от револвер 38 калибър, открит в дясната му ръка. Доклад от 10 юни 1941 г. казва, че той е бил мъртъв от около шест часа.
Според много източници (включително самия Кривицки), той е бил убит от съветското разузнаване, но официалното разследване, без да знае за преследването на НКВД, заключава, че Кривицки се е самоубил. Хората с близки връзки с Кривицки по-късно правят противоположни тълкувания на смъртта му.
Спекулациите продължават и през XXI век. През 2017 г. в книгата на Антъни Пърси Misdefending the Realm (Buckingham: University of Buckingham Press, 2017) се твърди, че Кривицки е най-важният източник за Обединеното кралство относно съветския план, че не е получил действие от MI5 относно разузнавателните данни, които е предоставил, и е убит от съветското разузнаване, след като Гай Бърджис информира съветските началници за него. Убийството, твърди Пърси, премахва заплахата от разобличаване на Кеймбриджката петорка и други къртици.

### Оцелели
При първите новини за смъртта му Уитакър Чеймбърс намира съпругата на Кривицки Антонина и сина му Алек в Ню Йорк. Той ги отвежда с влак във Флорида, където остават при семейството на Чембърс, което вече е избягало от Ню Смирна. И двете семейства се крият там няколко месеца, страхувайки се от нови съветски репресии. След това семействата се връщат във фермата на Чембърс в Уестминстър, Мериленд. След кратко време обаче Тоня и Алек се връщат в Ню Йорк.
Съпругата и синът му живеят в бедност до края на живота си. Алек умира от мозъчен тумор в началото на 30-те си години, след като е служил във военноморските сили на Съединените щати и е учил в Колумбийския университет. Тоня, която законно променя фамилното си име на „Томас“, продължава да живее и работи в Ню Йорк, докато не се пенсионира в Осининг, където почива на 94 години през 1996 г. в старчески дом.

## Книги
- В тайните служби на Сталин (1939)[18] (второ издание 1939,[19] 1979,[20] 1985,[21] 2000[22])
  - Agent de Staline (френски, 1940)[23]
  - Byłem agentem Stalina (полски, 1964)[24]
  - Я был агентом Сталина. Записки советского разведчика (Руски, 1991)[25]
- Rusia en España (испански, 1939)[26]
- MI5 Debriefing & Other Documents on Soviet Intelligence (2004)[27]